# بهانه از توست
بهانه از توست نام یک آلبوم موسیقی با نوازندگی محمدرضا لطفی (تار) و محمد قوی‌حلم (تنبک) می‌باشد. این آلبوم حاصل اجرای زنده کنسرت آمریکا در سال ۱۹۹۶ است.

## فهرست آهنگ‌ها
یک تراک ۴۴ دقیقه‌ای در آواز دشتی - اشعار از مولانا